# Дини, Пьетро Умберто
Пьетро Умберто Дини (итал. Pietro Umberto Dini; род. 5 октября 1960, Пьетрасанта, Тоскана) — итальянский лингвист и переводчик.

## Биография
В 1980—1984 годах учился в Пизанском университете, в 1983—1984 стажировался в Вильнюсском университете на кафедре балтийской филологии. Стажировался в Ягеллонском университете (Краков, 1986—1987).
В 1998—1995 работал в университете Basilicata (Италия), в 1997 — в университете в Осло. С 1998 профессор Пизанского университета; создатель и заведующий кафедрой балтийских языков.
Награждён орденом великого князя литовского Гедимина. В сентябре 2005 ему присвоено звание почётного доктора Вильнюсского университета.

## Научная деятельность
Занимался изучением языка памятников литовской письменности, выпустил факсимильное издание одного из ранних рукописных катехизисов на литовском языке, созданного в Восточной Пруссии и обнаруженный им в Ягеллонской библиотеке (1993). Издал своё исследование гимна св. Амброзия Мартинаса Мажвидаса («L’inno di S. Ambrogio di Martynas Mažvydas», 1994). Автор монографии о балтийской мифологии (1995).
Широкую известность ему принесла книга «Балтийские языки» («Le lingue baltice», 1998), переведённая на литовский (2000), латышский (2000), русский языки (2001).
Автор статей о литовской литературе и отдельных литовских писателях в итальянской периодике и энциклопедических изданиях.
Редактор научного журнала «Res Balticae» (выходит с 1995), посвящённого балтийским языкам, литературам, мифологии и фольклору.

## Переводческая деятельность
Перевёл на итальянский язык произведения литовских писателей. Издал антологию литовской поэзии в своих переводах «La nostalgia dei terrestri» (1989), в которую вошли стихотворения Витаутаса Мачернис, Алфонсаса Ники-Нилюнаса, Генрикаса Нагиса, Казиса Брадунаса, Юозаса Кякштаса. Перевёл также воспоминания бывшего министра иностранных дел межвоенной Литовской Республики Юозаса Урбшиса («La terra strappata», 1990), драматическую поэму «Мажвидас» поэта Юстинаса Марцинкявичюса (1992—1993), произведения Юозаса Апутиса, Бируте Балтрушайтите, Саулюса Томаса Кондротаса, Бронюса Радзявичюса, Томаса Венцловы.